# Oligocentris deciusalis
Oligocentris deciusalis är en fjärilsart som beskrevs av Walker 1859. Oligocentris deciusalis ingår i släktet Oligocentris och familjen Crambidae. Inga underarter finns listade i Catalogue of Life.